# Buttonia natalensis
Buttonia natalensis är en snyltrotsväxtart som beskrevs av Macken och George Bentham. Buttonia natalensis ingår i släktet Buttonia och familjen snyltrotsväxter. Inga underarter finns listade i Catalogue of Life.